# Francesco Grandjacquet
Francesco Grandjacquet, né à Rome le 21 avril 1904 et mort dans la même ville le 21 décembre 1991, est un acteur de cinéma italien, actif depuis les années 1940 jusqu'au début des années 1960.

## Biographie
Francesco Grandjacquet, architecte de formation, et ayant servi la Résistance comme partisan dans les groupes GAP, a joué en 1945 le rôle du partisan-imprimeur Francesco, fiancé de  Pina (Anna Magnani), dans le film Rome, ville ouverte (Roma città aperta) de Roberto Rossellini . Son activité d'acteur de cinéma perdure entre 1943 et 1962.
En 2000, Il est mentionné dans le documentaire de montage, réalisé par Carlo Lizzani et Roberto Rossellini Frammenti e battute.

## Filmographie partielle
- 1943 : Inviati speciali de Romolo Marcellini
- 1945 : Rome, ville ouverte  (Roma città aperta) de Roberto Rossellini
- 1946 : La Proie du désir  (Desiderio) de Marcello Pagliero et Roberto Rossellini[4]
- 1961 : L'Assassin (L'assassino) d'Elio Petri
- 1962 : Une histoire milanaise (Una storia milanese) d'Eriprando Visconti